# Église Saint-Denis de Condé
L'église Saint-Denis est une église catholique située sur la commune de La Celle-Condé, dans le département du Cher, en France,,,,,.

## Histoire
L'église date de la fin du XIe et du XIIe siècle. Elle est dédiée à saint Denis.
Cette église était l'église de la paroisse de Condé jusqu'en 1844, date à laquelle la commune de Condé est rattachée à La Celle, et les deux paroisses de La Celle et de Condé sont réunies.
L'édifice est classé au titre des monuments historiques par la liste de 1862.

## Description
Nef

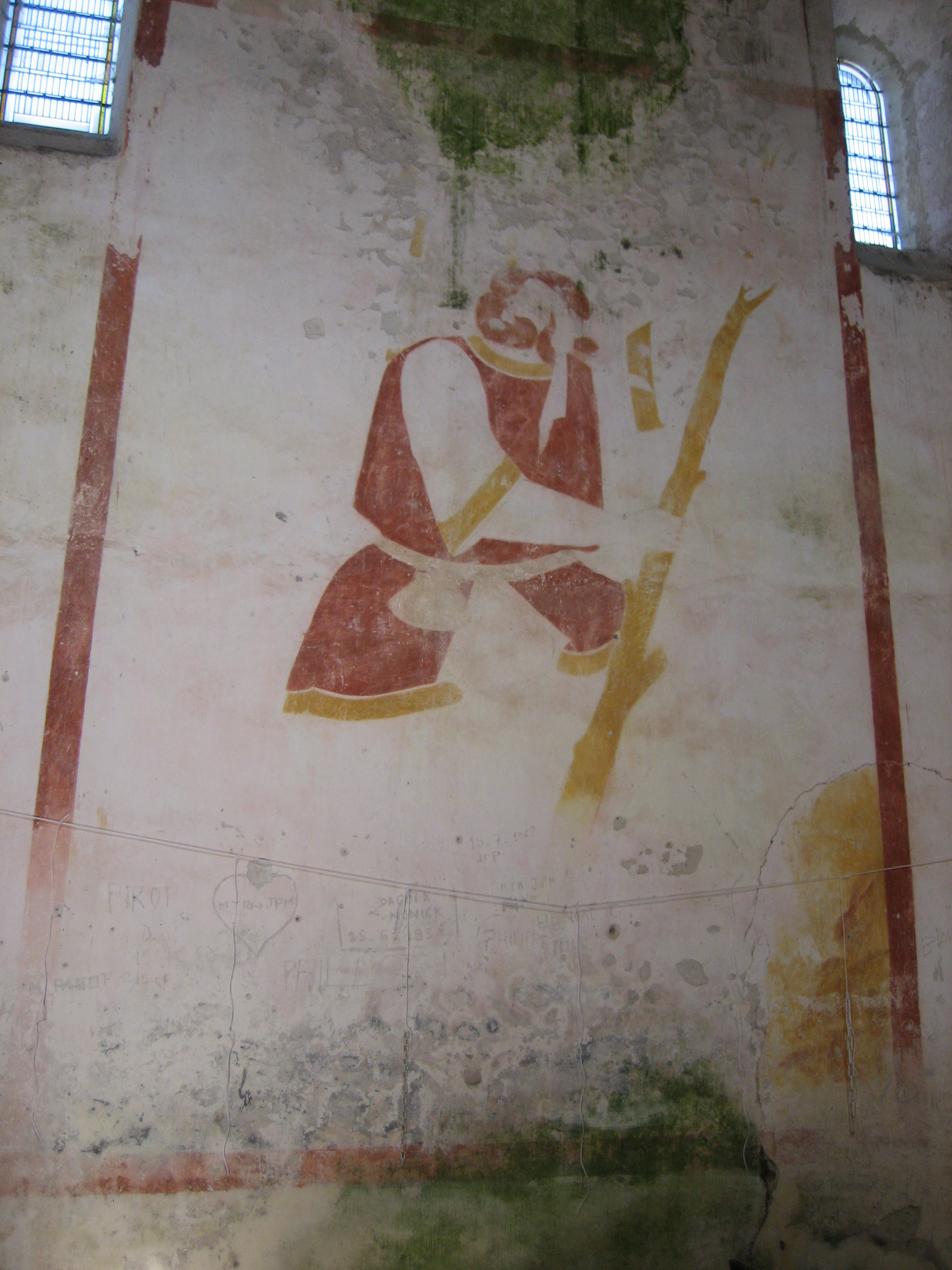
Fresque, sur le mur nord de la nef.

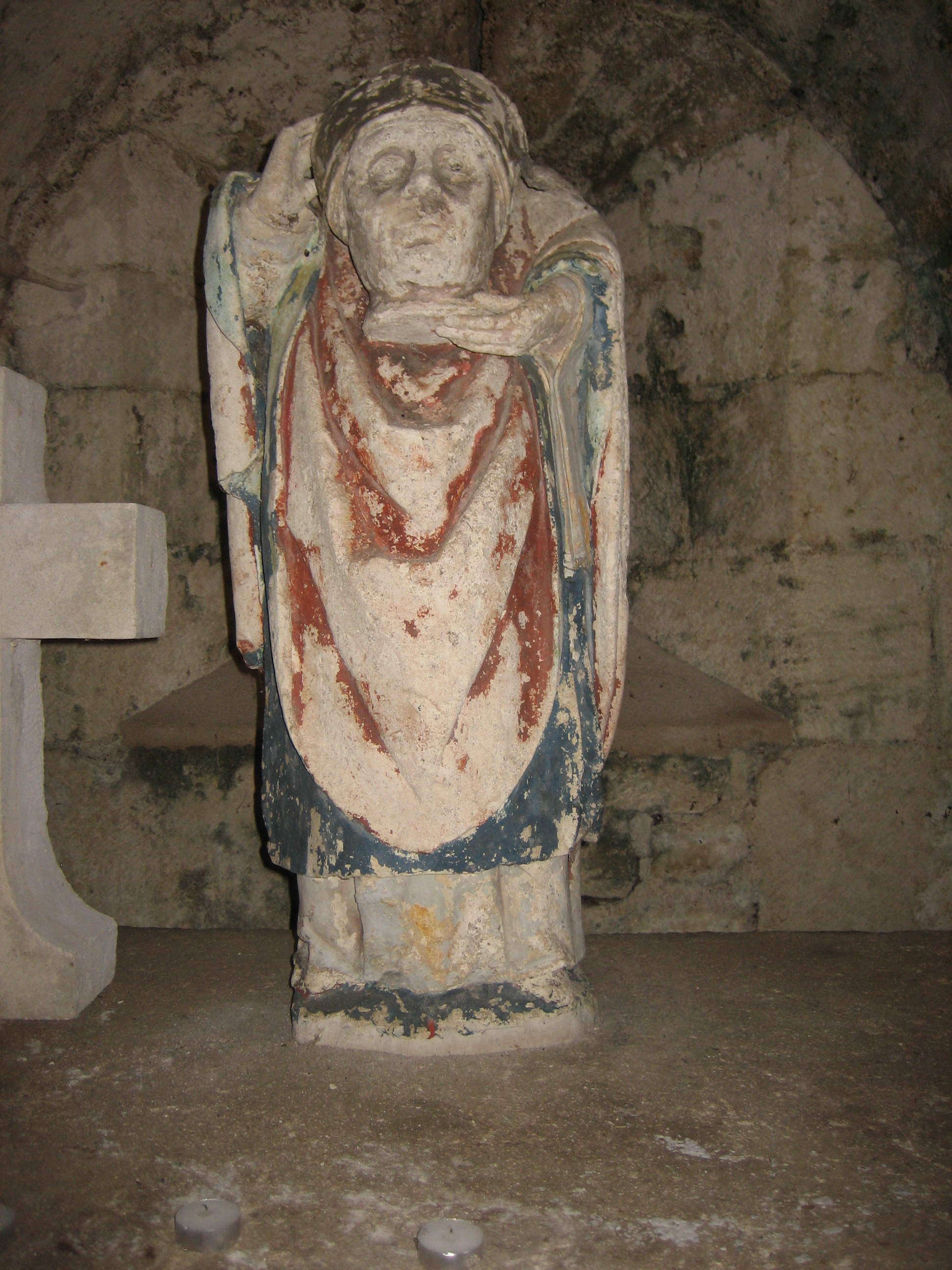
Statue polychrome de saint Denis, dans la crypte.

La nef comporte une partie basse dont le dallage présente des croix gravées recouvrant des sépultures, et une partie haute surélevée d'environ 1,70 m, à laquelle on accède par un escalier de dix marches. Des fresques murales sur le mur nord et l'arc triomphal. La nef est entièrement nue. Elle est couverte d'une charpente apparente qui a été reprise en 1780, comme l'indique la date  sur une inscription portée sur un entrait. Quatre fenêtres en plein cintre dans la nef. Une arcade en plein cintre sépare le chœur non vouté de la nef. Deux fenêtre dans le chœur.
Le clocher contient une cloche ancienne (2e moitié du XIVe siècle). Un retable à colonnes dans le style du XVIIe siècle occupe le fond du chœur. 
Crypte
L'église conserve intacte une crypte d'une grande beauté qui s'étend sous le chœur. On y accède par deux larges couloirs voûtés, en légère pente. Le niveau de la crypte est à peine inférieur à celui de la partie ouest de la nef. La crypte elle-même est divisée en trois parties voûtées chacune, séparées par deux rangs de quatre colonnes monolithes, galbées et annelées. Les chapiteaux sont composés de deux parties : l'une est lisse et l'autre restée à un état plus grossier qui attendait peut-être d'être sculptée.
La crypte renferme une statue de saint Denis portant sa tête dans ses mains et un petit sarcophage qui aurait, dit-on, contenu des reliques du saint.
Extérieur
Le portail occidental est surmonté d'un double rang de claveaux en plein cintre sous une archivolte ornée de billettes. De chaque côté, deux petites colonnes dont les chapiteaux sont ornés de têtes, d'animaux et de fruits. L'un des chapiteaux représente un personnage avec deux monstres. Au-dessus du portail court un bandeau posé sur des modillons ornés de masques et de têtes, et une fenêtre en plein cintre nue.
Sur le côté sud-est, on voit un cordon de corniche qui semble être interrompu. Cette partie a été rénovée récemment.
L'église s'insère dans un grand champ carré qui attesterait la pratique d'un culte antérieur au christianisme. Dans les fondations du mur nord, on trouve une grosse pierre ressemblant à une base de colonne provenant d'un monument païen.
État et restauration
Le monument donne l'impression de désolation. En fait, en comparant les intérieurs actuels et tels qu'ils apparaissent sur la description qu'en donne Deshoulières en 1931, on est frappé de leur ressemblance. Pourtant, des travaux important de mise hors eau ont été effectués : 
- en 1992 : Restauration de la charpente, de la couverture du chevet et des maçonneries correspondantes ;
- en 1995 : Consolidation du pignon occidental ;
- en 1997 : Restauration de la voûte lambrissée en chêne de la nef.

Par ailleurs,  une partie de la façade sud-est a également été restaurée.

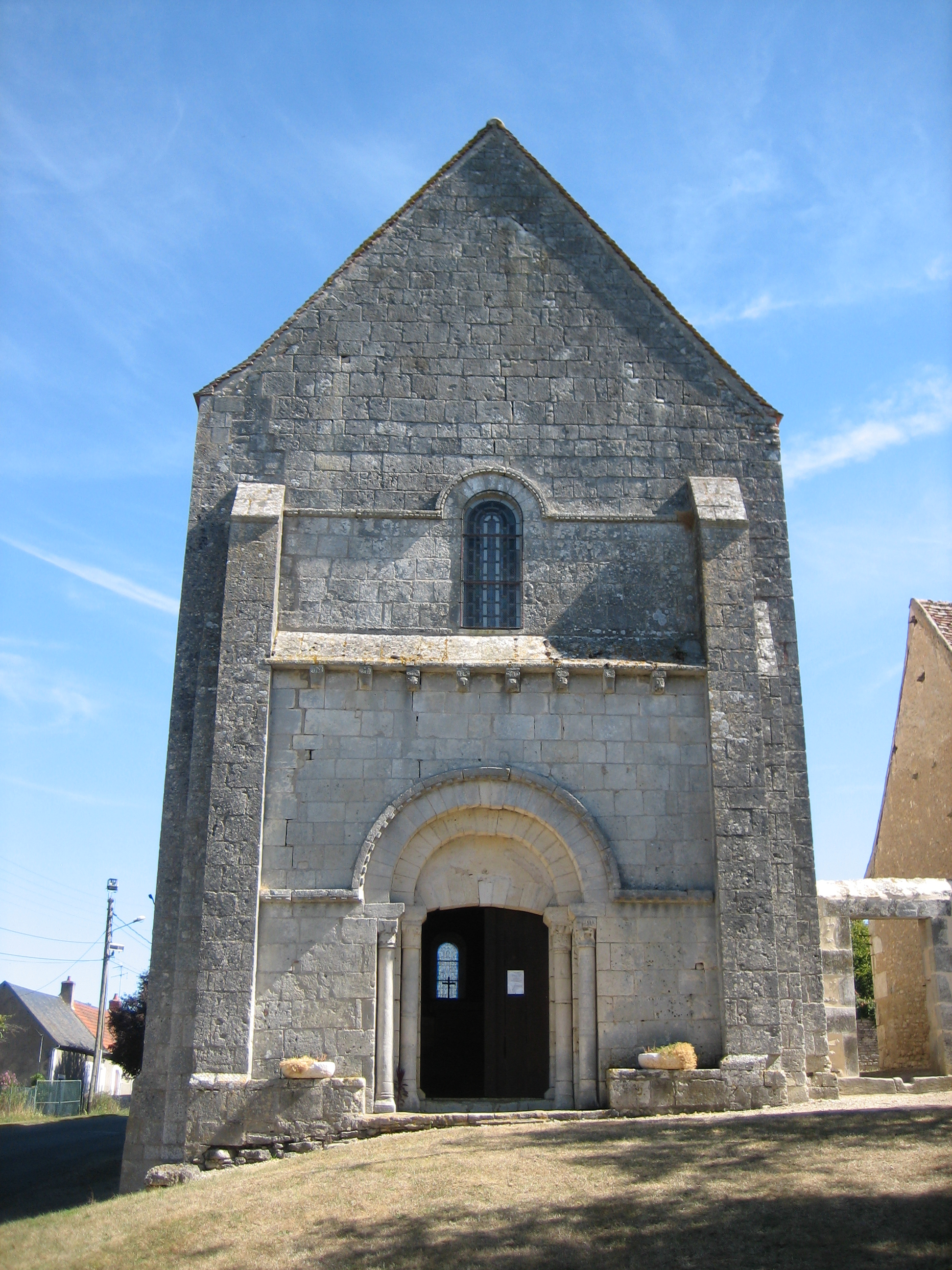
Façade.
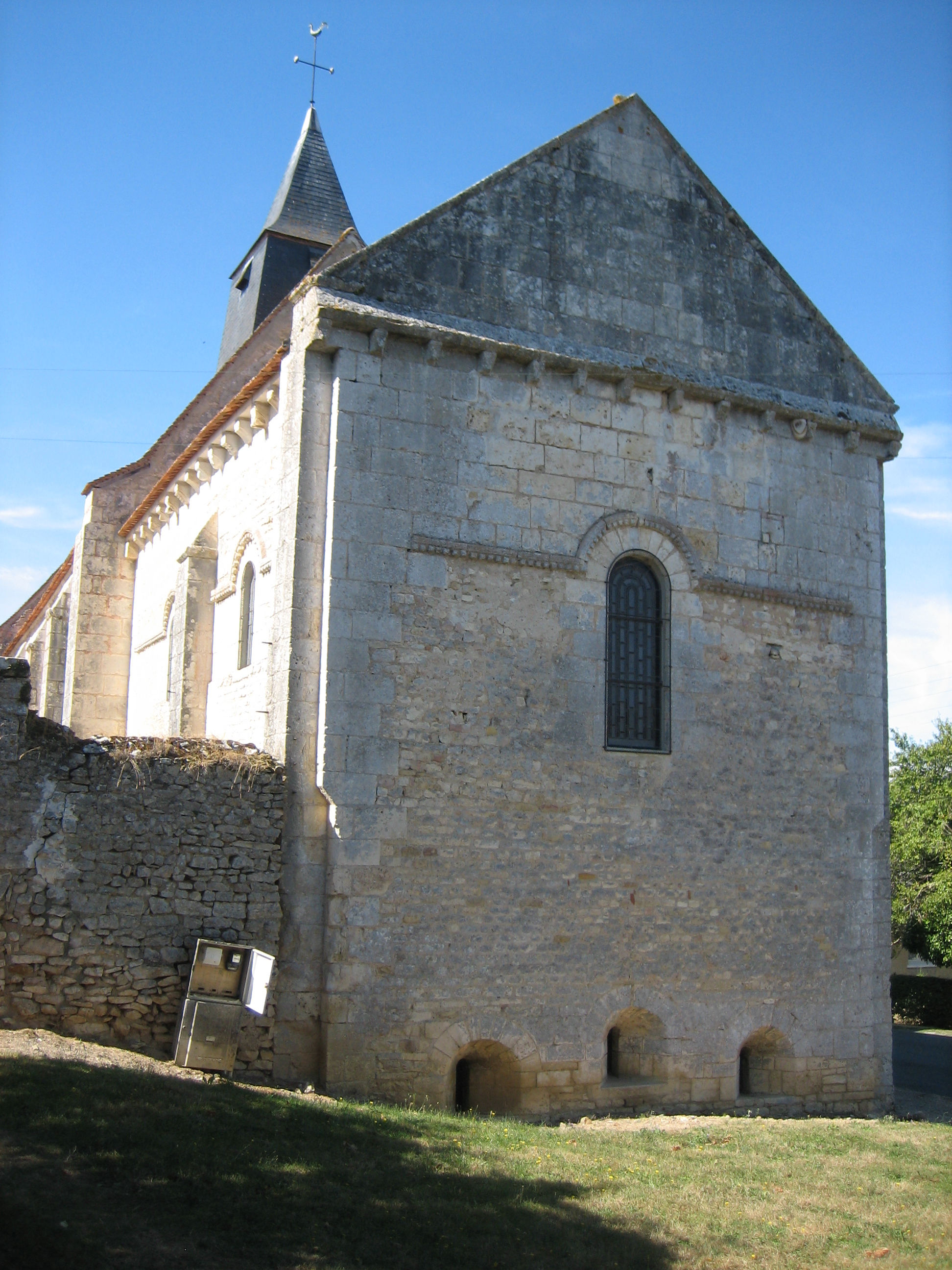
Chevet.
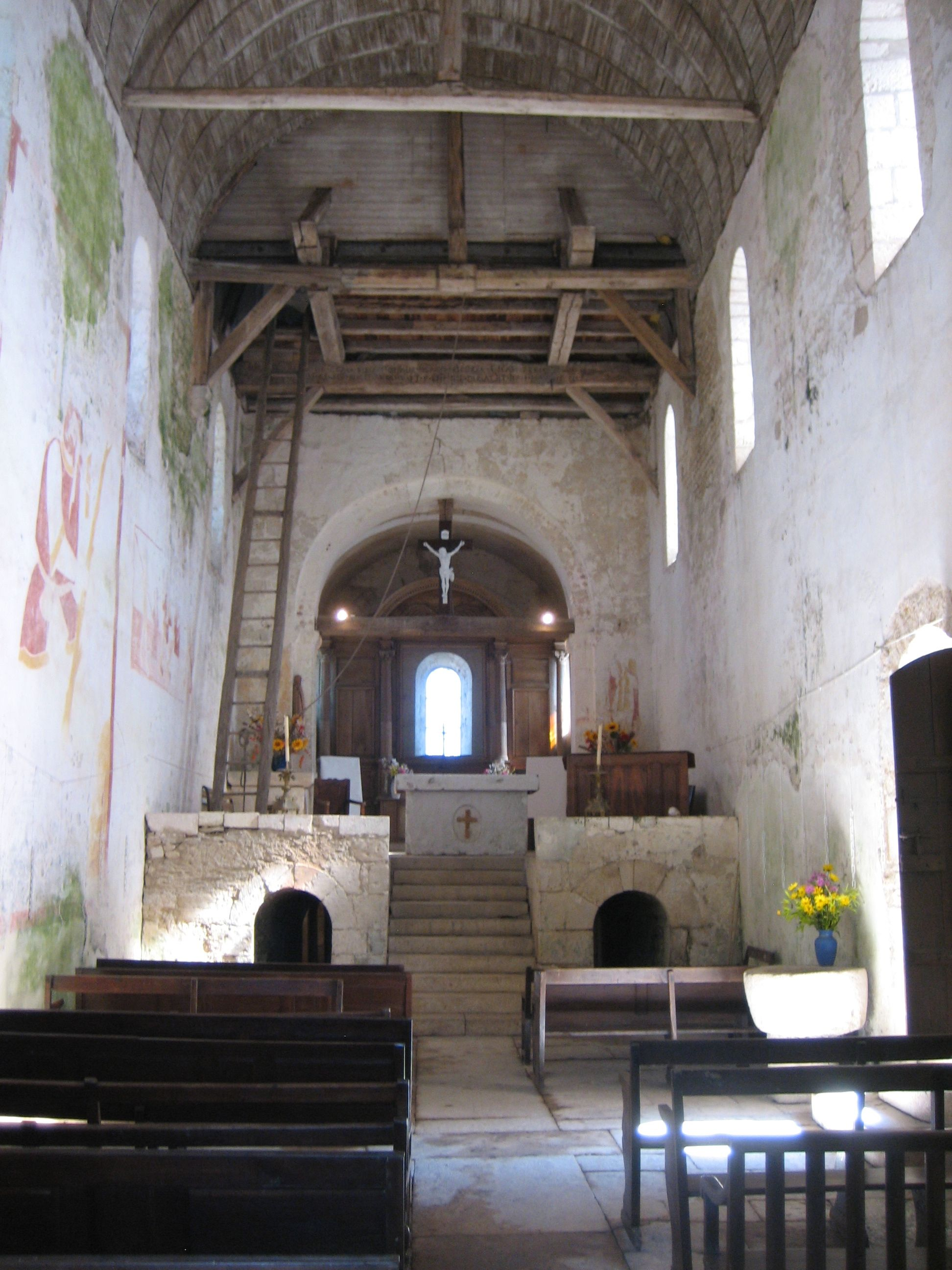
Nef.
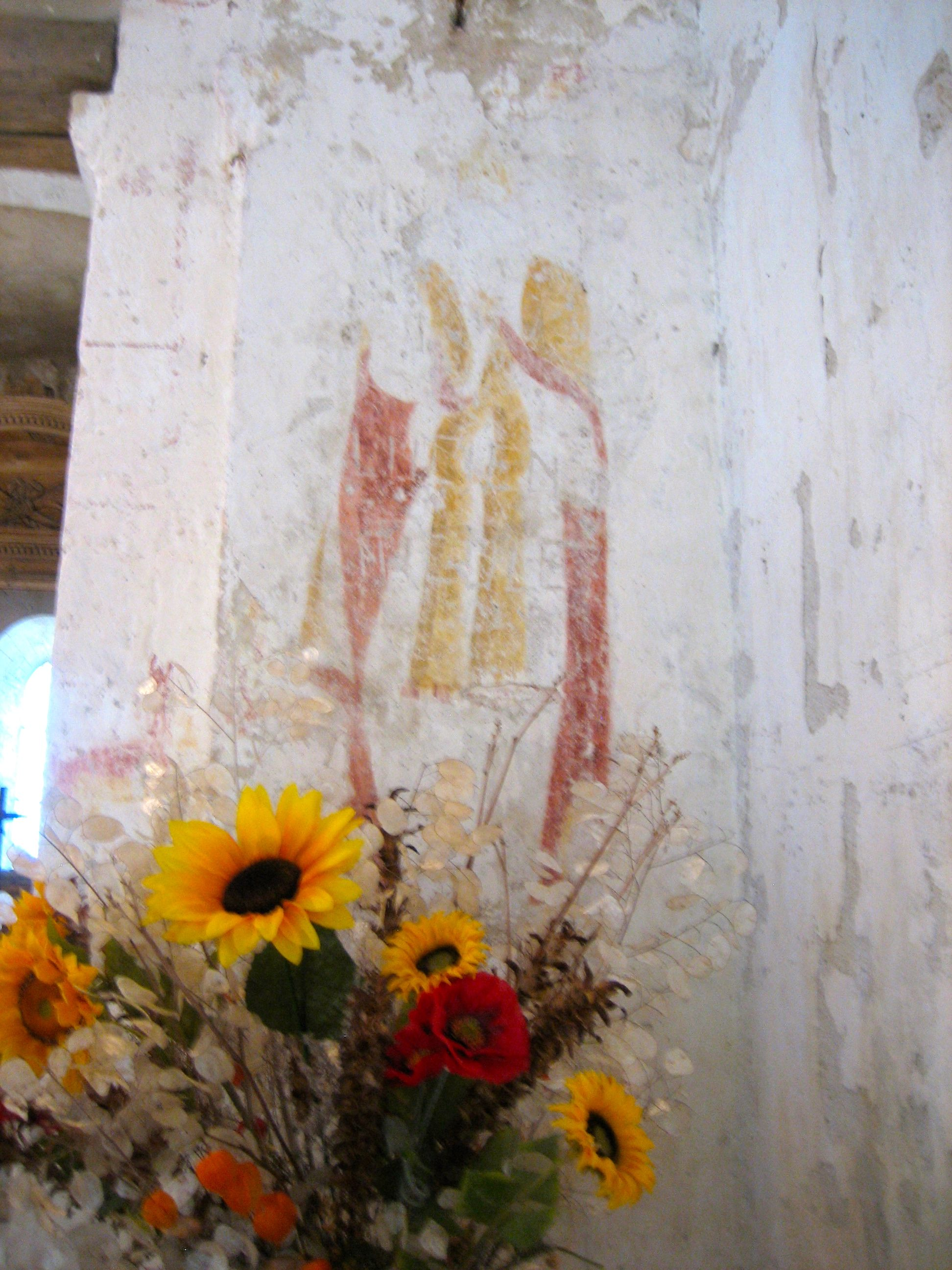
Fresque.
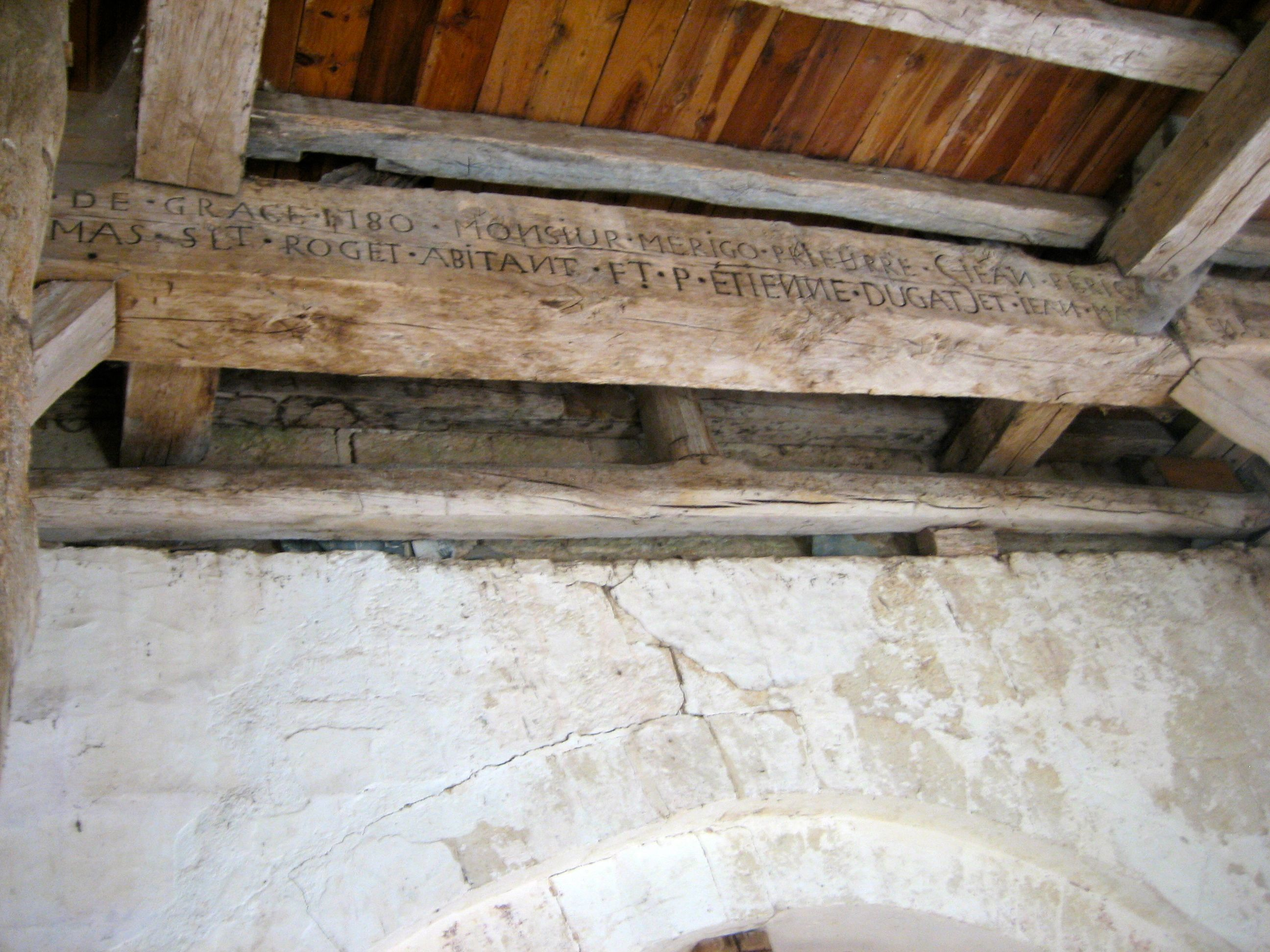
Inscription.
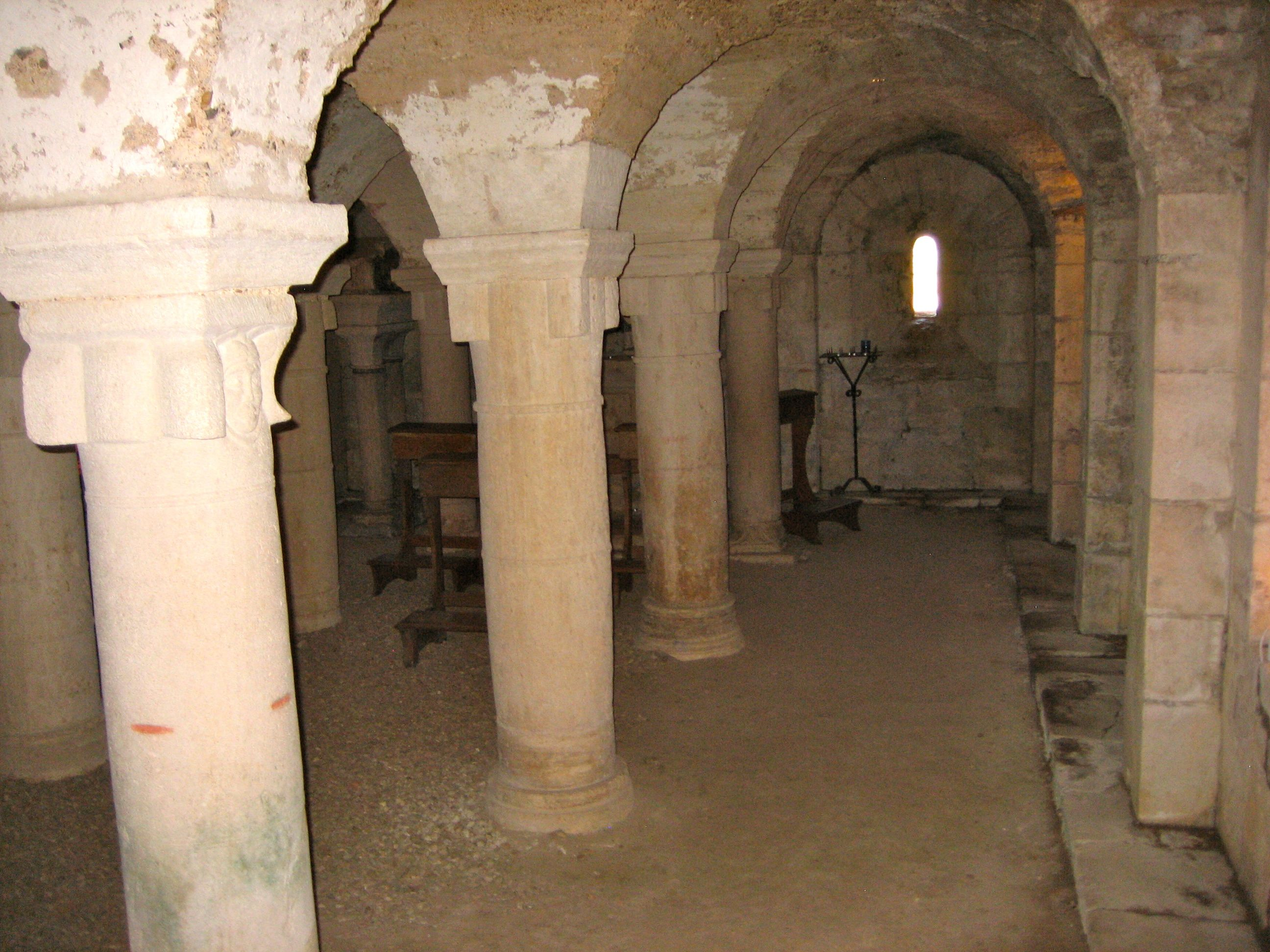
Crypte.
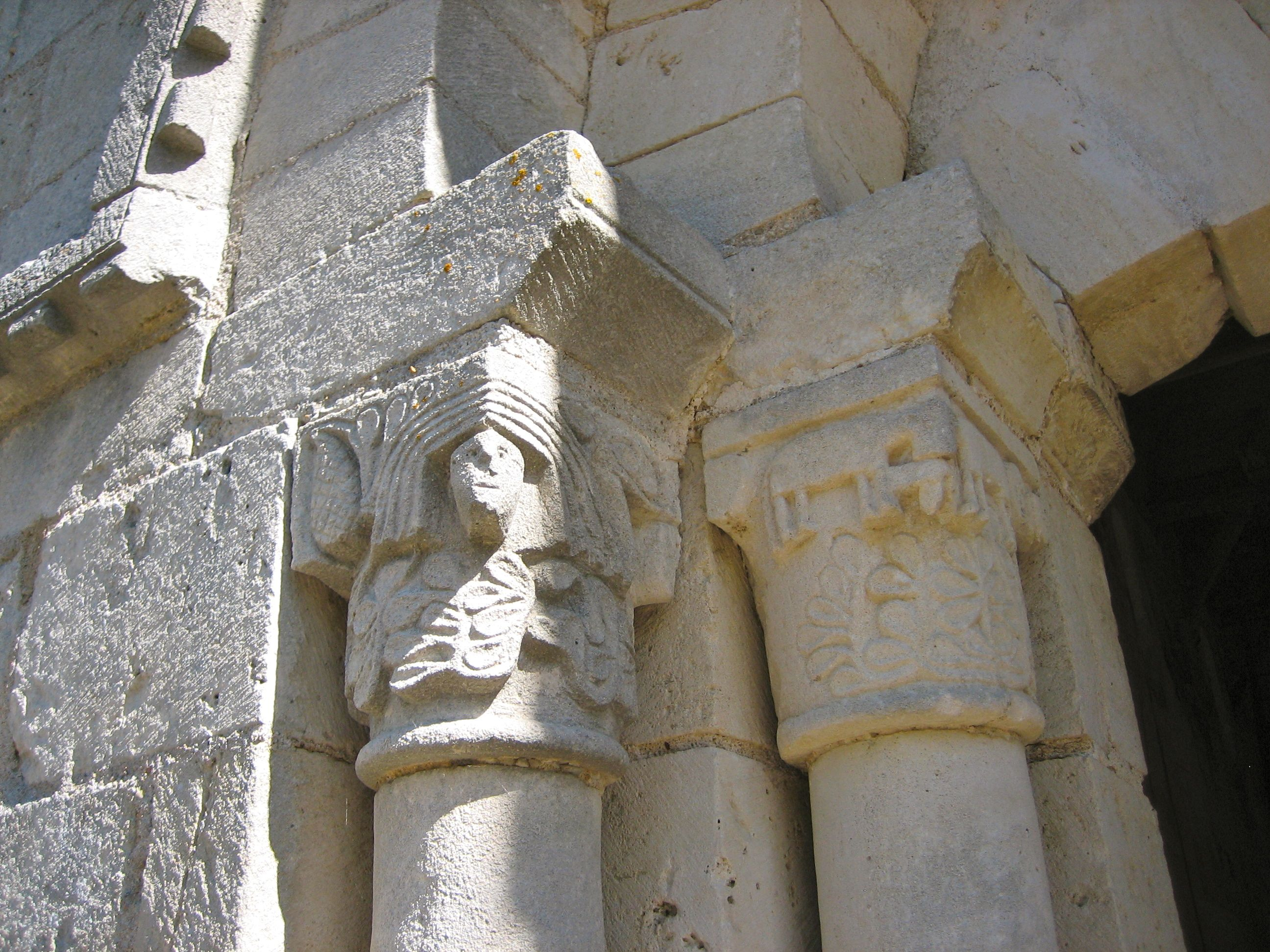
Chapiteaux du portail.
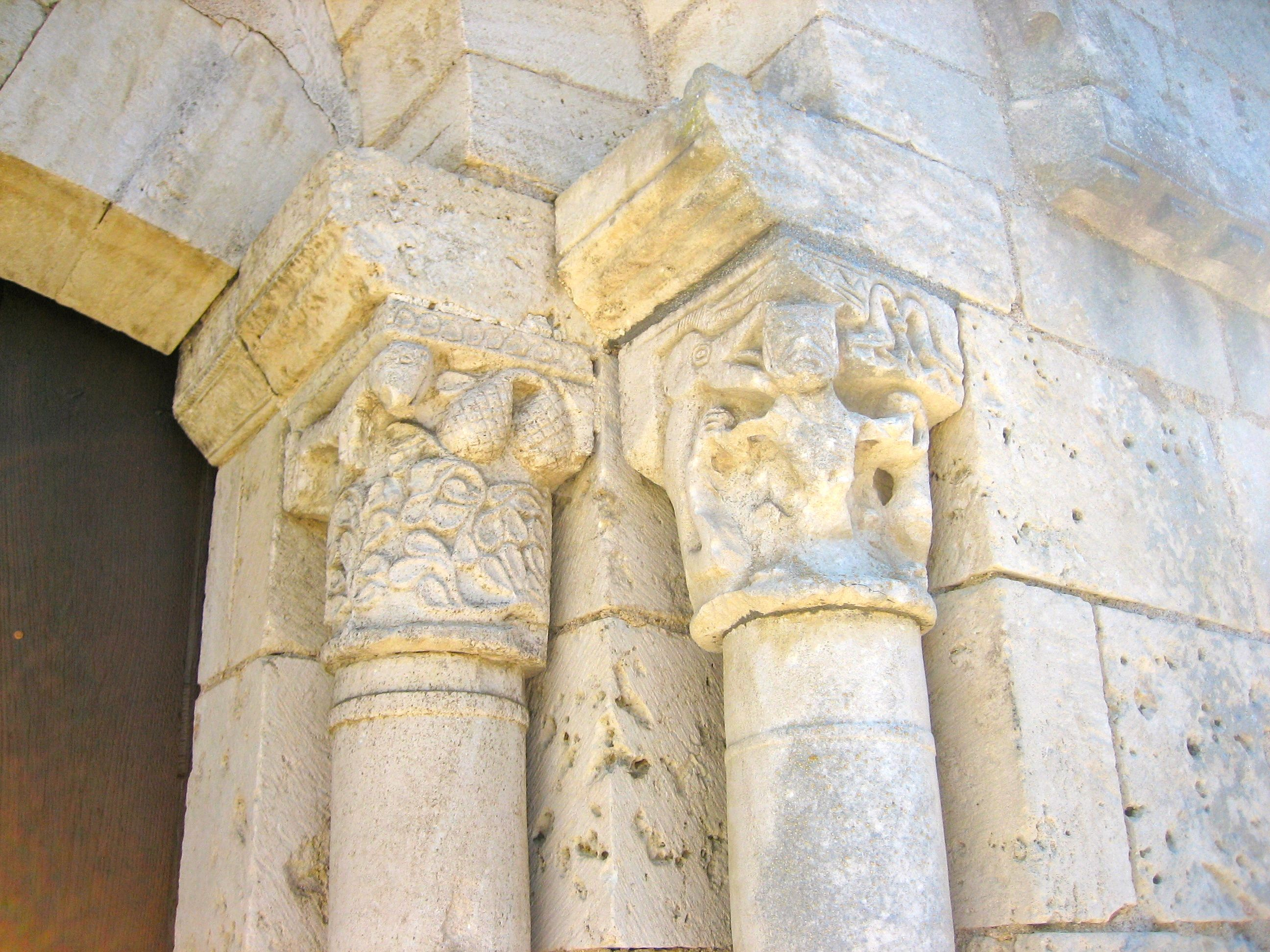
Chapiteaux du portail.